# Sokolíne
Sokolíne (en (ucraïnès): Соколине, en rus: Соколиное, Sokolínoie) és un poble de la República Autònoma de Crimea, a Ucraïna, que el 2014 tenia 1.251 habitants. Pertany al districte de Bakhtxissarai. Fins al 1945 la vila es deia Kokkozi.

## Població
Segons les dades del 2001 la composició de la població de la vila de Sokolínoie d'acord amb la llengua que empren és la següent:
| Llengua  | %     |
| -------- | ----- |
| Rus      | 62,39 |
| Tàtar    | 22,64 |
| Ucraïnès | 10,74 |
| Altres   | 1,14  |